# Шешкиль, Инна Юрьевна
Инна Юрьевна Шешкиль (в браке — Иванова; 20 июня 1971, Макинск, Акмолинская область) — советская, казахстанская и белорусская биатлонистка, серебряный призёр чемпионата мира (1992), участница Олимпийских игр (1994, 1998) и Кубка мира. Заслуженный мастер спорта Республики Казахстан.

## Биография
Начала заниматься спортом в детском возрасте под руководством своего отца, который работал тренером в ДЮСШ г. Макинска. Затем поступила в спортивный институт в Алма-Ате, окончила его в 1992 году. Выступала за клуб ЦСКА (Алма-Ата).
В марте 1991 года одержала победу на юниорском первенстве СССР в спринтерской гонке.
В сезоне 1991/92 включена в сборную страны, из-за распада СССР выступала за так называемую «Объединённую команду» (СНГ). Дебютировала на последнем этапе Кубка мира сезона 1991/92 в Новосибирске, в индивидуальной гонке заняла девятое место. На этом же этапе проводилась командная гонка, имевшая статус чемпионата мира 1992 года, в которой Шешкиль вместе с Еленой Беловой, Анфисой Резцовой и Светланой Печёрской выиграли серебряные медали.
Начиная с сезона 1992/93 выступала за сборную Казахстана. В 1994 году участвовала в зимней Олимпиаде в Лиллехаммере, в индивидуальной гонке была 29-й, а в спринте споткнулась перед финишем и заняла четвёртое место, уступив 3,9 сек бронзовому призёру Валентине Цербе.
В 1996 году стала бронзовым призёром чемпионата мира по летнему биатлону в спринте. Также в 1996 году стала двукратной победительницей зимних Азиатских игр в спринте и индивидуальной гонке, а в эстафете сборная Казахстана заняла второе место.
Принимала участие в чемпионате мира 1997 года в Брезно, лучшим результатом в личных видах стало 21-е место в индивидуальной гонке. В 1998 году стартовала на своих вторых Олимпийских играх, в японском Нагано, где была 20-й в спринте, 54-й — в индивидуальной гонке и 11-й — в эстафете. После Олимпиады выступление казахстанских спортсменов было признано неудачным, в сборной сменился тренерский штаб, и спортсменка решила покинуть команду.
В сезоне 1998/99 перешла в сборную Белоруссии, по приглашению своей подруги Светланы Парамыгиной и нового главного тренера сборной Александра Попова. В своём первом сезоне выступала только на Кубке Европы, где одержала победы в трёх личных гонках, шесть раз была второй и два раза — третьей, а также не менее двух раз побеждала в эстафетах в составе сборной Белоруссии. По итогам сезона стала обладательницей Кубка Европы. Летом 1999 года стала серебряным призёром чемпионата мира по летнему биатлону в эстафете.
На следующий год участвовала в Кубке мира, но не заработав ни одного очка в зачёт турнира, завершила карьеру. Последним крупным соревнованием для спортсменки стал летний чемпионат мира 2000 года, где она не поднялась выше 13-го места.
Лучшим результатом в личных видах на Кубке мира (за исключением четвёртого места на Олимпиаде-1994) стало пятое место в спринте в сезоне 1995/96 на этапе в Брезно.

## Личная жизнь
Была замужем за казахстанским биатлонистом Валерием Ивановым. Имеет дочь (1995 г.р.). После завершения карьеры переехала в Башкирию, в город Межгорье.